# Pavel Pilík
Pavel Pilík (Příbram, 13 febbraio 1992) è un calciatore ceco, centrocampista del Králův Dvůr.

## Caratteristiche tecniche
È un trequartista.